# Сенси
Сенси (стилізовано як сенси) — перший сольний повноформатний студійний альбом української співачки Надії Дорофєєвої під псевдонімом Dorofeeva. Альбом вийшов 16 вересня 2022 року на лейблі Mozgi Entertainment, а продюсером виступив Олексій «Потап» Потапенко.

## Про альбом
Альбом «Сенси» є першим повністю українськомовним альбомом як у її сольній кар'єрі Надії Дорофєєвої, так і у дуеті Время и Стекло. За словами співачки у текстах пісень є багато спогадів з дитинства та пошук власних сенсів:
|  | За ці пів року змінилося все: від музики й текстів до мого особистого. У піснях нового альбому я переживала досвід минулого, поверталася у дитинство, згадувала важливі моменти та важливих для себе людей, щоб знайти шлях до майбутнього, нові сенси. |

Пошук власних сенсів співачка зобразила у альбомі в трьох візуальних символах: серце (кохати), вогонь (творити) та квітка (бути справжньою).
За день до виходу альбому Надія Дорофєєва опублікувала відеоанонс альбому на своїх сторінках у соціальних мережах, змонтований на основі її дитячих відео. На обкладинці альбому розташовується дитяча фотографія співачки. Анонс супроводжував допис:
|  | Дивлюсь на цю маленьку дівчинку й згадую, якою вона була наївною, відкритою, беззахисною. Як щиро любила та відчувала все по-справжньому. Дівчинка виросла, в чомусь змінилась, але найголовніші сенси забрала з собою у дорослий світ. Сподіваюсь, ви теж віднайдете у цих піснях своє, важливе. |

За словами Надії Дорофєєвої, за допомогою у написанні пісень вона зверталася до alyona alyona, Jerry Heil та продюсера Івана Клименка.

### Сингли з альбому
Перший сингл співачка випустила 5 серпня 2022 року під назвою «різнокольорова». Це було перевидання її власної пісні «raznotsvetnaya», яку вона випустила за тиждень до початку російського вторгнення в Україну. Ця версія пісні була російською мовою, тож наприкінці червня 2022 року Надія Дорофєєва оголосила відкритий конкурс на кращу адаптацію тексту пісні українською. За словами співачки, надійшло близько 1700 варіантів перекладу. Перемогу отримала Катерина Медведєва, українка, що зараз мешкає у США. Пізніше, того ж місяця, було презентовано музичний відеокліп.
Другий сингл, під назвою «крапають», побачив світ 25 серпня 2022 року. На композицію було відзнято відеокліп у співпраці з українським художником Євгеном Лісняком. Під час зйомок кліпу співачка малювала картину, пробуючи себе в ролі художника. Після завершення відеокліпу картину передали на благодійність, а вторговані кошти підуть на допомогу Україні у війні.

### Відзнаки
16 грудня 2022 року альбом переміг у музичній премії Megogo Music Awards у номінації «Реліз року».

## Список композицій
До складу альбому входять:
| #                          | Назва                                   | Автор слів                                          | Автор музики                         | Тривалість |
| -------------------------- | --------------------------------------- | --------------------------------------------------- | ------------------------------------ | ---------- |
| 1.                         | «сенси»                                 | Dorofeeva                                           | Ігор Кириленко                       | 1:00       |
| 2.                         | «у твоїй душі»                          | alyona alyona, Jerry Heil                           | Dorofeeva, Іван Клименко             | 2:41       |
| 3.                         | «різнокольорова»                        | Інга Кагарлик, Катерина Медведєва, Dorofeeva, Потап | Dorofeeva, Потап                     | 3:06       |
| 4.                         | «крапають»                              | Jerry Heil, І. Клименко                             | Олександр Пришляк                    | 2:41       |
| 5.                         | «шанси»                                 | Dorofeeva                                           |                                      | 0:46       |
| 6.                         | «люди, як кораблі» (переспів Скрябін)   | Андрій Кузьменко                                    | А Кузьменко                          | 3:00       |
| 7.                         | «ні пуха…»                              | Dorofeeva                                           |                                      | 0:28       |
| 8.                         | «охололо»                               | Dorofeeva, Jerry Heil, І Клименко                   | Стас Чорний, О. Пришляк, І. Клименко | 2:26       |
| 9.                         | «думи» (за участю Артем Пивоваров)      | Тарас Шевченко, Артем Пивоваров                     | А. Пивоваров                         | 2:45       |
| 10.                        | «різнокольорова» (Probass, Hardi Remix) | Dorofeeva, Jerry Heil, І. Клименко                  | С. Чорний, О. Пришляк, І. Клименко   | 3:18       |
| Загальна тривалість: 22:12 |                                         |                                                     |                                      |            |

## Відгуки
Як написав випускний редактор Максим Комлєв з інтернет-медіа СЛУХ, він, після релізу цього альбому, почував себе ошуканим слухачем, оскільки у альбомі було лише дві нові пісні та три вставки від 20 секунд до хвилини, та підмітив, що по тривалості альбом можна віднести скоріше до мініальбому, ніж до повноформатного альбому. Також він зазначає: «Таке відчуття, ніби Надії дуже хотілося випустити альбом, але пісень на нього не назбиралося».